# Beppe Grillo
Pour les articles homonymes, voir Grillo (homonymie).
Giuseppe Grillo, dit Beppe Grillo [ˈbɛppe ˈɡrillo], né le 21 juillet 1948 à Gênes, est un humoriste, acteur, blogueur et militant politique italien.
Tour à tour comique, acteur, provocateur et agitateur d'idées, il a animé deux journées populaires en Italie, le « V-Day » pour Vaffanculo (« va te faire foutre ») en 2007 et le V2-Day en 2008.
Son blog d'opinions politiques et sociales, né en 2005, est un des plus influents en Italie.
Il lance en 2009 le Mouvement 5 étoiles, dont il est le dirigeant de facto et qui obtient un quart des voix aux élections générales de 2013. Il se met ensuite en retrait de la tête du mouvement et Luigi Di Maio le remplace en 2017.

## Biographie

### Enfance
Deuxième fils de Piera, pianiste, et Enrico Grillo, propriétaire d'une usine d'équipements pour la découpe et le soudage de métal (les torches Grillo de Gênes), Beppe Grillo naît et grandit à Gênes dans le quartier de San Fruttuoso.

### Formation
Diplômé en comptabilité, il commence ses études universitaires à la faculté d'économie et d'affaires. Après une première activité de représentant de commerce de vêtements, il se découvre humoriste presque par hasard, en improvisant un monologue lors d'un casting. Deux semaines plus tard, il apparaît pour la première fois à la télévision, découvert et lancé par Pippo Baudo dans l'émission de variétés Secondo voi, émise entre 1977 et 1978, qu'ils continuèrent, en 1979.

### Vie privée et familiale
Il se marie avec la journaliste Sonia Toni avec qui il a deux enfants : Luna, née en 1980, et Davide, né en 1983.
En 1996, il épouse Parvin Tadjik, fille d'un importateur de tapis iraniens. Parmi les témoins se trouvent le compositeur Fabrizio De André, le maire de Gênes Adriano Sansa et l'auteur-producteur de télévision Antonio Ricci. Le couple a eu deux enfants : Rocco (1994) et Ciro (2000).
En 2006, il déclare posséder 12 appartements, près de Gênes. La famille Grillo est également propriétaire d'une villa à Malindi et un appartement dans le quartier de Lugano Paradiso. Il vit cependant toujours à Gênes dans le quartier de Saint-Hilaire.

## Carrière artistique

### Début de carrière
À la fin des années 1970, il participe à l'émission de variété Luna Park de Pippo Baudo ainsi qu'à Fantastico.

### Les années 1980
À la suite d'un accident de voiture, lors duquel il était au volant, il fut condamné en 1980 pour homicide involontaire à un an et trois mois de prison avec sursis pour la mort de trois personnes qui étaient avec lui.
Dans les années 1980, il connaît le succès grâce à des émissions comme Te la do io l'America (1981, en quatre épisodes) et Te lo do io il Brasile (1984, 6 épisodes), dans lesquels il raconte son expérience personnelle liée à la visite des États-Unis et du Brésil, avec des anecdotes et des répliques en rapport avec la culture, le mode de vie et les beautés de ces lieux. Dans les années qui suivirent sa popularité continua de croître, avec une autre émission basée sur ses propres expériences personnelles (Grillometro, 1985). En 1986, il fit une apparition dans un spot publicitaire pour une marque de yaourt, qui gagna plusieurs prix.
Ses apparitions commencèrent à se signaler par leur fort contenu satirique, exprimé de façon de plus en plus directe et corrosive. En 1987, pendant une émission de variétés du samedi soir (Fantastico 7), il interpréta un sketch où il faisait explicitement allusion à la corruption au sein du Parti socialiste italien dont le chef, Bettino Craxi, était alors chef du gouvernement. Cela lui valut d'être éloigné de la télévision publique.
Au cinéma, il est à cette époque l'acteur principal de trois films, réalisés respectivement par Luigi Comencini, Dino Risi et Francesco Laudadio. Dans Le Fou de guerre, coproduction franco-italienne sortie en 1985, il partage la vedette avec Coluche.

### Les années 1990
Au début des années 1990, ses apparitions à la télévision se font plus rares, ce que beaucoup attribuèrent à une censure officieuse. Toutefois, en 1993, il met en scène un récital au Teatro delle Vittorie de Rome, satire dénonçant les fourberies de la vie publique et des grandes entreprises du pays, et stigmatisant plusieurs atteintes aux droits des consommateurs (comme les coups de fil à tarifs spéciaux ou la publicité dissimulée). Le spectacle fut retransmis et enregistra un record d'audience de plus de 16 millions de téléspectateurs.

### Depuis 2000
En octobre 2005, l'édition européenne du Time le nomme parmi les personnalités européennes de l'année pour les efforts et le courage dans le domaine de l'information du public.
En 2006 est sorti son nouveau DVD : Beppe Grillo 2006 Incantesimi, d'une durée totale d'environ 5 heures. Il a publié un livre intitulé Tout ce qui importe Grillo, un recueil de monologues et de pensées personnelles.
Il a collaboré avec Stefano Montanari (directeur et propriétaire de Nanodiagnostics de Modène) et Antonietta Gatti (directeur scientifique du laboratoire de biomatériaux de l'Université de Modène et Reggio Emilia), pour sensibiliser à la recherche sur la pollution par les nanoparticules et sur les nanopathologies dues à l'incinération des déchets. Grillo a également utilisé son blog comme une plate-forme pour promouvoir une collecte de fonds pour l'achat d'un nouveau microscope pour la recherche sur les nanopathologies. En raison de l'apparition de doutes au sujet de la fiabilité de ces deux scientifiques, le microscope est finalement remis à l'Université d'Urbino[réf. souhaitée].
Sa dernière tournée, commencée le 16 février à Pordenone, a pris le nom de Reset et s'est achevée en mai 2007.

## Engagement politique

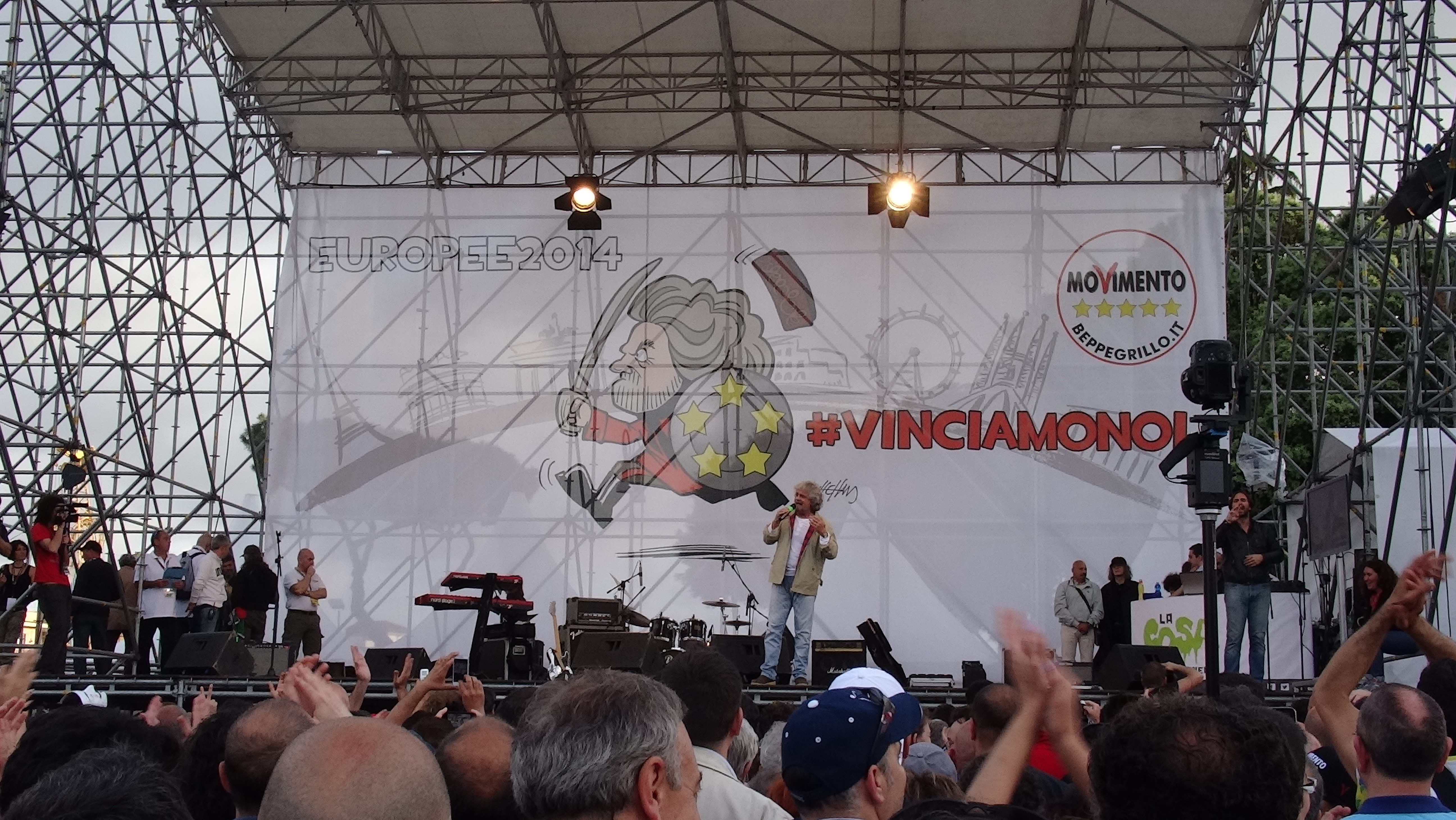
Beppe Grillo en meeting pour le Mouvement 5 Étoiles en 2014 à Rome

### Identité politique
Parmi les thèmes politiques abordés par Grillo, on peut citer celui de la controverse sur le sida qui a provoqué des polémiques en Italie, le refus du droit du sol aux enfants d'étrangers nés en Italie, la maîtrise des flux migratoires, la semaine salariée de 20 heures, l'abolition de la taxe foncière, la diminution des dépenses militaires, la réduction des salaires des personnalités politiques, la suppression des syndicats ou encore la lutte contre la malbouffe[réf. souhaitée].
Il est allié au mouvement politique français Debout la France de Nicolas Dupont-Aignan, mais aussi à Nigel Farage, dirigeant du parti eurosceptique britannique UKIP.

### Événements populaires
Le 22 novembre 2005, il publie dans le quotidien international International Herald Tribune, avec la participation de visiteurs de son blog, un appel contre la réélection des parlementaires italiens et européens condamnés pour plusieurs délits de manière définitive (Parlamento pulito).
Depuis quelques années, il porte en avant, en collaboration avec Stefano Montanari, collaborateur scientifique du Laboratoire des biomatériaux de l'Università degli studi di Modena e Reggio Emilia, une campagne contre la construction d'incinérateurs (ou centres de valorisation thermique) à cause des risques de nanopathologie qu'ils peuvent créer[réf. souhaitée].
Outre sa collaboration active dans la lutte contre la construction d'incinérateurs, son intérêt se porte également sur tout ce qui concerne les ressources naturelles et les ressources renouvelables.
Depuis 2006, il organise ce qu'il définit comme une OPA à la génoise (du fait de la légendaire avarice des génois). Étant conscient qu'il n'a pas les moyens économiques de procéder à une OPA classique, il demande aux propriétaires d'actions Telecom Italia de lui déléguer leur pouvoir afin de pouvoir être présent au Conseil d'administration de l'entreprise de télécommunication et de convoquer une assemblée pour pouvoir « licencier » ce même Conseil afin de dédommager les utilisateurs et les actionnaires des « humiliations subies ces dernières années ».
Il a beaucoup fait parler de lui à la suite d'une supposée lettre de Benoît XVI à Grillo publiée dans son blog le 13 janvier 2007. La lettre était en fait un faux, ou mieux encore un « presque faux » comme il l'a annoncé lui-même trois jours plus tard, qu'il aurait créé lui-même en rassemblant des déclarations du Pontife et de son secrétaire d'État Tarcisio Bertone, ami de Grillo, à propos des énergies renouvelables. Certaines parties de la lettre fictive étaient clairement inspirées de la Lectio magistralis du Pape Benoît XVI sur la foi, la raison et l'université tenue par le Pape à Ratisbonne le 12 septembre 2006.
Le 26 juin 2007, Grillo prononce un discours au Parlement européen dans lequel il parle des nouvelles technologies et de la présence de détenus dans le Parlement italien. Dans le même temps, il annonce l'organisation de rencontres « V-Day », une initiative visant à recueillir des signatures pour la présentation d'une loi populaire concernant les critères et l'admissibilité des candidatures au Parlement, les cas de licenciement et le changement de la loi électorale. Au cours de l'initiative, tenue le 8 septembre 2007 dans plusieurs villes italiennes et dans des ambassades italiennes à l'étranger, ont été rassemblées 336 144 signatures, qui dépassent de loin les 50.000 requis pour présenter le projet de loi.

### Mouvement 5 étoiles
À partir de 2009, grâce au succès croissant de son blog, Beppe Grillo prend une place politique de plus en plus importante en Italie.
En janvier 2008, Cricket Blog annonce le début d'une phase de la participation politique directe à travers des « listes civiques à 5 étoiles ». Le 8 mars 2009, des représentants de ces listes civiques se présentent à Florence. Leur programme est axé en particulier sur les questions de l'écologie et des biens publics.
Le 4 octobre 2009 à Gênes, Beppe Grillo lance le Mouvement 5 étoiles, dont il devient le dirigeant de fait : il se veut à la base garant de l'association puis « leader politique et représentatif » lors des élections européennes de 2014.
En vue des élections générales de 2013, le mouvement obtient entre 23 et 25 % des suffrages pour chaque chambre du parlement, faisant du Mouvement 5 étoiles le deuxième parti d'Italie en nombre de suffrages à la Chambre des députés, avec 25,5 % des voix, un score jugé exceptionnel pour un parti récemment arrivé sur la scène politique,. En nombre de sièges, son parti arrive deuxième et troisième respectivement à la Chambre des députés et au Sénat. Beppe Grillo n'était lui-même pas candidat, respectant la charte du parti interdisant aux personnes condamnées par la justice de se présenter.
En septembre 2017, Luigi Di Maio le remplace à la tête du Mouvement 5 étoiles.

## Blog
Beppe Grillo est animateur d'un blog qui figure parmi les plus visités en Italie et dans le monde,,.
Il publie souvent des lettres de personnages importants (Prix Nobel, personnages du monde du spectacle, etc.), pour démontrer l'importance et la reconnaissance dont jouit son blog. Le 14 décembre 2005, son blog remporte le « prix WWW », institué en 1997 par le journal Il Sole 24 Ore.
Le 1er septembre 2005, il fait paraître avec le concours d'autres citoyens une page dans La Repubblica dans laquelle il faisait un appel explicite à celui qui était alors gouverneur de la Banque d'Italie Antonio Fazio afin qu'il démissionne à la suite du scandale sur l'OPA Antonveneta.
Il collabore régulièrement avec l'hebdomadaire Internazionale.

## Publications
- Un anno di blog. 2005, Milan, Casaleggio Associati, 2006  (ISBN 88-901826-2-8)
- Tutto il Grillo che conta. Dodici anni di monologhi, polemiche, censure, Milan, Feltrinelli, 2006  (ISBN 88-07-49043-9)
- Tutte le battaglie di Beppe Grillo. www.beppegrillo.it, Milan, Casaleggio Associati, 2007  (ISBN 88-901826-8-7)
- Schiavi moderni. Il precario nell'Italia delle Meraviglie. Dal blog www.beppegrillo.it, Milan, Casaleggio Associati, 2007  (ISBN 88-901826-9-5)
- La settimana. Informazione fortemente antibatterica, Milan, Casaleggio Associati, 2008  (ISBN 978-88-903084-1-3)
- A riveder le stelle. Come seppellire i partiti e tirar fuori l'Italia dal pantano, Milan, BUR Rizzoli, 2010  (ISBN 978-88-17-04170-6)
- Prendiamoci il futuro. [Perché nel Lambro si muore e nel Tamigi sguazzano i delfini?], Milan, Rizzoli, 2010  (ISBN 978-88-17-04529-2)
- Beppe Grillo is back, avec DVD, Milan, Rizzoli, 2011  (ISBN 978-88-17-04873-6)
- Spegniamo il nucleare. [Manuale di sopravvivenza alle balle atomiche], Milan, Rizzoli, 2011  (ISBN 978-88-17-05174-3)
- Santi laici. Storie di uomini e donne che hanno dato la vita per salvare la nostra democrazia, Milan, Rizzoli, 2011  (ISBN 978-88-17-05255-9)
- Tutte le battaglie di Beppe Grillo, Milan, TEA, 2011  (ISBN 978-88-502-2500-2)
- Tutto quello che non sapete è vero, Milan, TEA, 2011  (ISBN 978-88-502-2696-2)
- Alta voracità. Fermiamo la politica che si sta mangiando il nostro Paese, Milan, Rizzoli, 2012  (ISBN 978-88-17-05610-6)

### En collaboration
- Avec Gianroberto Casaleggio, Siamo in guerra. [La rete contro i partiti. Per una nuova politica], Milan, Chiarelettere, 2011  (ISBN 978-88-6190-177-3)
- Avec Dario Fo et Gianroberto Casaleggio, Il Grillo canta sempre al tramonto - Dialogo sull'Italia e il Movimento 5 Stelle, Chiarelettere, 2013  (ISBN 978-88-6190-429-3)
- Avec Gianroberto Casaleggio, Vinciamo noi, Chiarelettere, 2014

## Filmographie

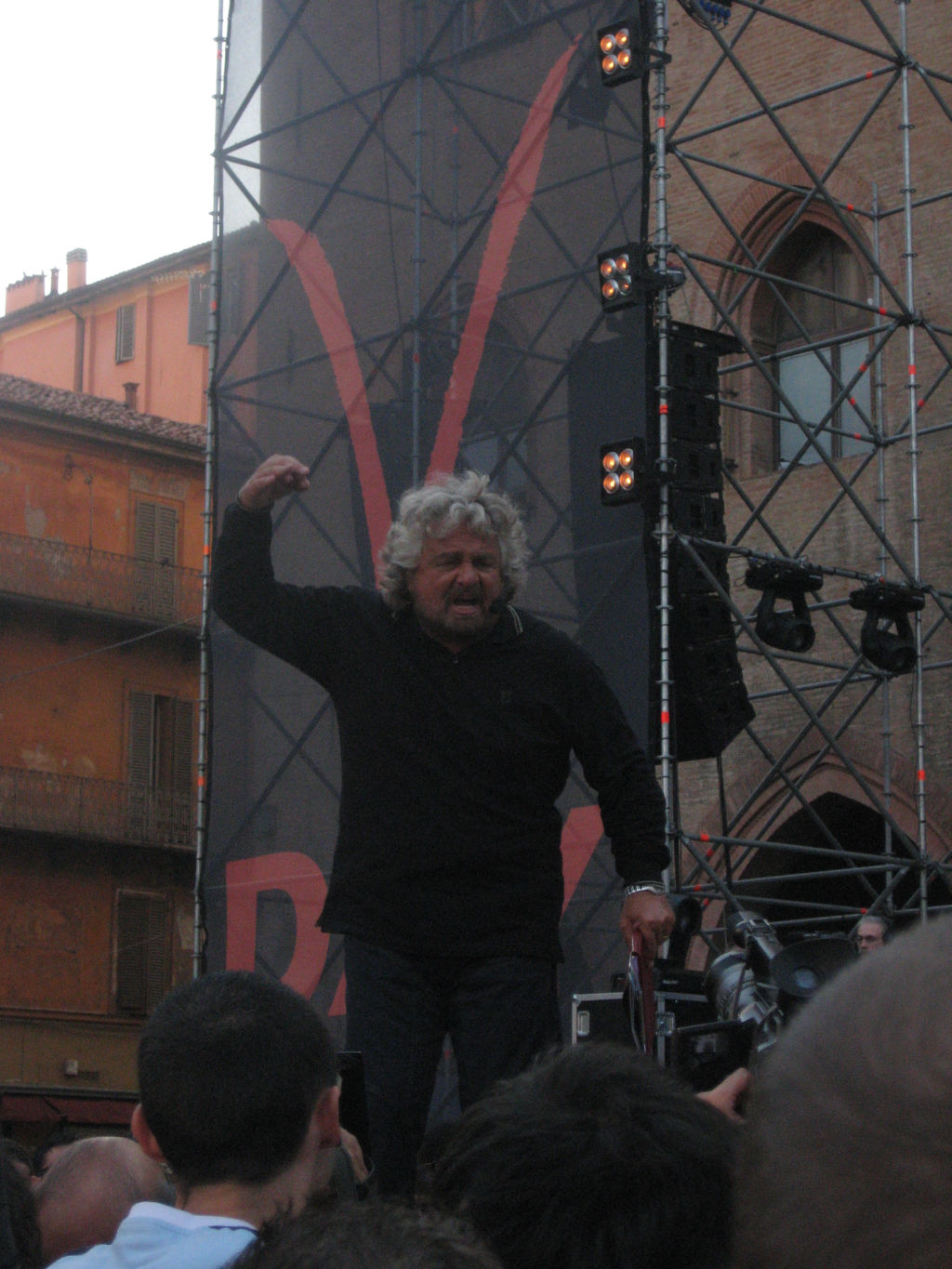
Beppe Grillo à Bologne durant le V-Day, le 9 août 2007.

### Cinéma
- 1982 : L'Imposteur (Cercasi Gesù) de Luigi Comencini
- 1985 : Le Fou de guerre (Scemo di guerra) de Dino Risi
- 1988 : Topo Galileo de Francesco Laudadio (avec l'aide de Stefano Benni pour le scénario et la mise en scène)

### Télévision
- Secondo voi (1977-1978)
- Luna Park (1979)
- Fantastico (1979)
- Te la do io l'America (1981, en quatre épisodes)
- Te lo do io il Brasile (1984, en six épisodes)
- Grillometro (1985)

## Spectacles
- 1991 : Buone Notizie
- 1995 : Energia e Informazione[28]
- 1997 : Cervello
- 1998 : Primo Discorso all'Umanità[29]
- 1998 : Apocalisse morbida, en collaboration avec Giacinto Auriti
- 1999 : Secondo Discorso all'Umanità[29]
- 2000 : Terzo Discorso all'Umanità[29]
- 2000 : Time Out
- 2001 : Quarto Discorso all'Umanità[29]
- 2001 : La grande trasformazione
- 2002-2003 : Va tutto bene
- 2003-2004 : Black out - Facciamo luce
- 2004-2005 : BeppeGrillo.it[30]
- 2006 : Incantesimi[30]
- 2007 : Reset
- 2007 : V-Day
- 2008 : V2-Day
- 2008 : Delirio
- 2009 : Monnezza-Day
- 2009 : Movimento a cinque stelle
- 2010 : Un Grillo a Londra
- 2010 : Woodstock 5 Stelle
- 2010 : Beppe Grillo is back
- 2013 : Oltre V3-Day
- 2014 : Te la do io l'Europa
- 2015 : Rabdomante Tour

## Discographie

### Albums
- 1979 : La deve smettere! (Cinevox Cabaret, CAB 2006, LP)

### Singles
- 1981 - Te la dò io l'America/Te la dò io l'America

### Collaborations
- 1996 - Mina Cremona
- 2007 - Giorgia Stonata